# The Day That Never Comes
„The Day That Never Comes“ (на български език „Денят, който никога не идва“) е първият сингъл от деветия студиен албум на Металика „Death Magnetic“. Песента е дълга близо 8 минути. Структурата наподобява тази на култови песни на групата като „Fade To Black“ и „One“. Успява да влезе в Billboard hot 100 и да се изкачи до 31 място.

## Списък с песни
- Digital/CD single

1. „The Day That Never Comes“ – 7:56
2. „No Remorse“ (на живо) – 5:33

Запис от концерта в Орландо, Флорида през 2003.
- Радио сингли

1. „The Day That Never Comes“ (радио вариант) – 3:37